# مایکل اوهرلیهی
مایکل اوهرلیهی (انگلیسی: Michael O'Herlihy؛ ‏ ۱ آوریل ۱۹۲۹ – ۱۶ ژوئن ۱۹۹۷) کارگردان فیلم و تهیه‌کننده تلویزیونی اهل ایرلند بود.
او برادرِ کوچک‌ترِ هنرپیشهٔ ایرلندی دن اوهرلیهی بود.
از فیلم‌ها یا مجموعه‌های تلویزیونی که وی در آن‌ها نقش داشته است، می‌توان به دود اسلحه، ماوریک، هاوایی فایو-او و آقای نواک اشاره نمود.